# Cercle Espanyol d'Amics d'Europa
El Cercle Espanyol d'Amics d'Europa (CEDADE) va ser un grup nacionalsocialista i europeista creat a Barcelona el 1966 i dissolt el 1993. CEDADE va constituir fet i fet una xarxa internacional de difusió de propaganda neonazi. CEDADE pot considerar-se com el major i millor organitzat de tots els grups nacionalsocialistes a Europa Va estar relacionat amb el creador del partit fexista belga i general de les Waffen SS Léon Degrelle, la Jeune Europe de Jean Thiriart i els ex-combatents de la Divisió Blava de Franco.
El cercle va ser inscrit al setembre d'aquest any com activitat cultural sota el lideratge d'Ángel Ricote, encara que segons un informe del Parlament Europeu datat en 1985 el grup va tenir origen en 1965 en la República Federal d'Alemanya. En qualsevol cas, aviat va tenir en Pedro Aparicio el seu cap visible, passant a poc a poc d'una primera època feixista a decantar-se plenament amb el nacionalsocialisme, adoptant tots els seus punts i idees, fins al punt d'utilitzar camises marrons a l'estil de les SA. En aquestes condicions va ser el primer grup nacionalsocialista creat a Espanya des del cop d'estat de 1936 que va trencar amb l'imaginari de la Falange.
Ja en 1969 CEDADE va ser l'organització amfitriona del XI congrés de l'Europäische Neue Ordnung, celebrat a Barcelona. Un any més tard, l'administratiu Jorge Mota era elegit president de CEDADE. Després del 1975 el grup es va expandir pràcticament a tota la Península, creixent la seva militància.
Pedro Varela Geiss, propietari de la barcelonina Llibreria Europa, va accedir a la presidència de CEDADE en 1978, es desinteressà de la política interna espanyola i es va centrar a propagar la importància de la qüestió ètnica i les activitats històriques revisionistes amb les seves publicacions distribuïdes en tot el món. CEDADE es va convertir llavors en un nucli elitista sobre la base del nacionalsocialisme d'un Hitler renovat. Com a resultat, es va convertir en un referent per al nacionalsocialisme global, podent assentar-se fora d'Espanya: Argentina (Buenos Aires i Posades), Bolívia (La Pau), Equador (Quito) i França (Aix-en-Provence) van ser els hostes d'aquesta expansió.
CEDADE, a instàncies de Pedro Varela es va especialitzar en el Revisionisme de l'Holocaust, donant suport les tesis que dubten de les xifres oficials del mateix (mantenint contactes amb Robert Faurisson, introduint llibres d'editorials com ara Bright Rainbow i publicant a autors del Institute for Historical Review com ara Arthur R. Butz). Per a facilitar la seva labor, va crear a Alacant el Centre d'Estudis Històrics Revisionistes (CEHRE), on, de 1985 a 1990, s'editava sota l'adreça de Carlos Caballero, la revista Revisión, on Robert Faurisson i David Irving hi van tenir cabuda. També per aquestes dates es va preparar el Centre d'Estudis Revisionistes Orientacions (CERO), dirigit des de Mallorca per J. Negreira. Ambdós grups es van preocupar especialment del pamflet "55 qüestions sobre l'Holocaust", procedent del nord-americà Institute for Historical Review. El 1985 tenia 2.500 membersw a l'Estat espanyol, i un nombre indeterminat fora.
Espanya va ser un autèntic paradís per als ideòlegs revisionistes i nacionalsocialistes, essent acollits per mediació de Varela, (qui havia estat encausat a Àustria en 1992 per apologia del nacionalsocialisme en un míting que havia impartit en la ciutat de Weyr, per a ser absolt definitivament d'aquest càrrec en judici amb jurat en la ciutat de Steyr), donant recer a destacats capdavanters com els austríacs Gerd Honsik i Walter Ochsenberger a l'oficial alemany Otto Ernst Remer i a l'autor revisionista Thies Christophersen. Fruit d'aquestes i altres col·laboracions van ser editades des d'Espanya la revistes en alemany Halt i Sieg. El grup va mantenir contactes amb la World Anti Communist League. L'augment en el nombre de militants va causar certa alarma en els mitjans. Per petició de l'esquerra, el Parlament Europeu va reclamar una especial atenció per al grup i les seves activitats en 1990 al considerar-lo un dels més actius i nombrosos de la UE.
La importància de CEDADE és innegable per a comprendre el panorama nacionalsocialista espanyol i mundial, ja que sempre va mantenir contactes amb personatges de guerra tan famosos com Léon Degrelle, entre altres destacades personalitats.
L'organització va desaparèixer a l'octubre de l'any 1993, per les successives crisis polítiques derivades pel nou marc legal i per quedar acèfala sense l'adreça de Pedro Varela, retirat efectivament a la seva llibreria. Abans de desaparèixer formalment, CEDADE va reunir el maig de 1992 a Madrid a algunes personalitats nacionalsocialistes i revisionistes en defensa de la llibertat d'expressió. A la reunió van assistir entre molts altres l'argentí Horacio Punset, els alemanys Manfred Röder i Thies Christophersen i l'austríac Gerd Honsik.
Ja en 1996, els Mossos d'Esquadra van intervenir per una ordre judicial la Llibreria Europa, que va servir de seu a CEDADE fins a 1993, i van confiscar 21.900 llibres. A més d'un vast volum de literatura revisionista, també es va decomissar l'arxiu de l'organització, que tres anys després de la seva dissolució oficial continuava en mans de qui va ser el seu últim president. L'operació va donar lloc al processament de Varela per "apologia del genocidi i incitació a la discriminació, a l'odi i la violència racials". A més de contar per al seu defensa amb el seu advocat i ex-membre de CEDADE José María Ruiz Porta, advocat del Sindicato Manos Limpias, Varela va tenir en Eduardo Arias un tercer advocat en ser recorreguda la sentència condemnatòria.
Després de la seva desaparició, la majoria dels seus membres es van dispersar cap a partits com Democracia Nacional o es van implicar en nous projectes de caràcter aparentment divergent: els membres de CEDADE es van dividir entorn de dos possibles sortides. La primera d'aquestes opcions advocava per una reconversió en partit polític obertament socialista nacional. A aquesta possibilitat s'oposaven qui preferien continuar amb l'adoctrinament ideològic de tipus "projecte cultural". No obstant això, tot sembla apuntar que les discrepàncies eren més aviat mínimes i el grup, encara que dissolt oficialment, continua actuant dividit en faccions. Així, Mundo NS va seguir editant-se fins a 2004 a Barcelona per Ramón Bau des d'Ediciones Wotan, encara que amb lleugers canvis editorials i sota el nom temporal de Bajo la Tiranía. Per la seva banda García Hispán, representant de CEDADE a Granada, roman al capdavant de l'editorial revisionista que duu el seu nom, Enrique Aynat segueix actiu a través de les seves eventuals col·laboracions amb el diari ABC i Juan Antonio Llopart lidera el Moviment Social Republicà.
Al marge de l'anterior, CEDADE comptava amb bona relació amb personatges influents coneguts fora de l'ambient nacionalrevolucionari. Un dels més representatius és Isidro J. Palacios, membre del comitè de relacions exteriors de l'organització. Palacios va ser responsable de la revista Punto y Coma i de l'esoterista Más allá de la Ciencia. Altres històrics del neonazisme espanyol han estat col·laboradors d'Año Cero i Karma 7.